# Hondainville
Hondainville és un municipi francès, situat al departament de l'Oise i a la regió dels Alts de França. L'any 2007 tenia 606 habitants.

## Demografia

### Població
El 2007 la població de fet de Hondainville era de 606 persones. Hi havia 228 famílies de les quals 48 eren unipersonals (28 homes vivint sols i 20 dones vivint soles), 76 parelles sense fills, 100 parelles amb fills i 4 famílies monoparentals amb fills.
La població ha evolucionat segons el següent gràfic:
Habitants censats

### Habitatges
El 2007 hi havia 245 habitatges, 227 eren l'habitatge principal de la família, 4 eren segones residències i 14 estaven desocupats. 243 eren cases i 1 era un apartament. Dels 227 habitatges principals, 214 estaven ocupats pels seus propietaris, 11 estaven llogats i ocupats pels llogaters i 2 estaven cedits a títol gratuït; 1 tenia una cambra, 4 en tenien dues, 26 en tenien tres, 53 en tenien quatre i 143 en tenien cinc o més. 188 habitatges disposaven pel capbaix d'una plaça de pàrquing. A 87 habitatges hi havia un automòbil i a 129 n'hi havia dos o més.

### Piràmide de població
La piràmide de població per edats i sexe el 2009 era:
| Homes | Edats   | Dones |
| ----- | ------- | ----- |
| 0     | 95 o +  | 4     |
| 0     | 90 a 94 | 0     |
| 8     | 85 a 89 | 4     |
| 0     | 80 a 84 | 4     |
| 4     | 75 a 79 | 4     |
| 12    | 70 a 74 | 8     |
| 0     | 65 a 69 | 12    |
| 8     | 60 a 64 | 4     |
| 8     | 55 a 59 | 12    |
| 36    | 50 a 54 | 24    |
| 44    | 45 a 49 | 28    |
| 32    | 40 a 44 | 24    |
| 28    | 35 a 39 | 24    |
| 24    | 30 a 34 | 28    |
| 12    | 25 a 29 | 24    |
| 36    | 20 a 24 | 4     |
| 28    | 15 a 19 | 16    |
| 32    | 10 a 14 | 24    |
| 40    | 5 a 9   | 24    |
| 16    | 0 a 4   | 8     |

## Economia
El 2007 la població en edat de treballar era de 414 persones, 297 eren actives i 117 eren inactives. De les 297 persones actives 266 estaven ocupades (146 homes i 120 dones) i 31 estaven aturades (21 homes i 10 dones). De les 117 persones inactives 45 estaven jubilades, 35 estaven estudiant i 37 estaven classificades com a «altres inactius».

### Ingressos
El 2009 a Hondainville hi havia 223 unitats fiscals que integraven 599 persones, la mediana anual d'ingressos fiscals per persona era de 20.890 €.

### Activitats econòmiques
Dels 21 establiments que hi havia el 2007, 1 era d'una empresa extractiva, 6 d'empreses de construcció, 4 d'empreses de comerç i reparació d'automòbils, 2 d'empreses de transport, 1 d'una empresa d'hostatgeria i restauració, 1 d'una empresa financera, 3 d'empreses immobiliàries, 2 d'empreses de serveis i 1 d'una empresa classificada com a «altres activitats de serveis».
Dels 6 establiments de servei als particulars que hi havia el 2009, 1 era un paleta, 2 fusteries i 3 lampisteries.

## Equipaments sanitaris i escolars
El 2009 hi havia una escola elemental integrada dins d'un grup escolar amb les comunes properes formant una escola dispersa.

## Poblacions més properes
El següent diagrama mostra les poblacions més properes.